# Hamurabi
Hamurabi è uno dei primi esempi di videogiochi sviluppati su computer. La storpiatura del titolo (che si riferisce al re babilonese Hammurabi) è dovuta alla limitazione del nome del file, lungo al massimo 8 caratteri. 
Il gioco è interamente testuale e a turni; il giocatore ha il compito di gestire l'agricoltura di una città antica inserendo da tastiera valori numerici, come il numero di acri di terra da acquistare ogni turno.

## Storia
Il gioco è stato inizialmente scritto in FOCAL da Richard Merril, autore dello stesso linguaggio, su un computer PDP-8 della DEC nel 1969 col titolo di The Sumer Game. In seguito è stato portato, con alcune piccole modifiche, in linguaggio BASIC, e ha raggiunto una notevole popolarità nella fine degli anni settanta grazie a David H. Ahl, che lo ha inserito nel suo libro BASIC Computer Games.